# Cingalotettix latilobus
Cingalotettix latilobus is een rechtvleugelig insect uit de familie doornsprinkhanen (Tetrigidae). De wetenschappelijke naam van deze soort is voor het eerst geldig gepubliceerd in 1908 door Hancock.